# 横難横死
横難横死（おうなんおうし）とは、予期しない災難や非業の死をとげること。

## 原義
“横”とは、“枉”（おう、ま・げる）に通じ、横道に逸れると同じ意味で、
1. まっすぐでない、正道に外れたこと
2. よこしま、本筋でないこと

などの意味がある。したがって、
- 「横難」とは、思いがけない・予期しない、まともでない、不慮の災難
- 「横死」とは、思いがけない・予期しない、まともでない、不慮の死

すなわち、殺害や災害、事故などによって、本来の天命をまっとうせず、非業の死をとげること。変死など。

なお“枉死”は、『後漢書』天文志下などにも、その用法があり、和語で言われる「横様の死」は、横死の訓読語になる。
また、類語に横病（おうびょう）があるが、これも思いがけない病気、不慮の病にかかるという同じような意味がある。

## 仏教における「横難横死」
この言葉を多用した人物として鎌倉時代の法華宗の開祖日蓮が挙げられる。
日蓮は四箇格言を掲げて、法華経あるいは南無妙法蓮華経に依らず、邪教に依ると、その報いとして横難や横死に遇うと述べた。
たとえば、「一切は現証には如かず善無畏・一行が横難横死・弘法・慈覚が死去の有様・実に正法の行者是くの如くに有るべく候や」（教行証御書）などと述べて、真言宗などの祖師を否定している。
また、「涅槃経に曰く『横（よこしま）に死殃（しおう）に罹（かか）り呵責・罵辱・鞭杖・飢餓・因苦（かしゃく・めにく・べんじょう・きが・いんく）、是（かく）の如き等の現世の軽報（けいほう）を受けて地獄に堕ちず』等･･････文の心は我等過去に正法を行じける者に・あだをなして・ありけるが今かへりて信受すれば過去に人を障（ささえ）る罪にて未来に大地獄に堕つべきが、今生に正法を行ずる功徳・強盛なれば未来の大苦を招き越して少苦に値（あ）うなり」（兄弟抄）と、横難横死にあうことが過去の謗法の重い罪業を軽く受けている（転重軽受）ことになる場合があるなどと述べている。
ただし、非業とは仏教用語で過去世の業因によらないことである。したがって非業の死とは殃死に通じ、本来は過去の業因によらずに今生において思いがけずに遭遇した不慮の死をいう。また各種仏教辞典などでも、横死は過去世の業果によらずに命終すること、と定義されている。

## 九種横死
仏教では、経論によって差異があるが、横死には9つの種類や原因があると説いている。これを九種横死（くしゅ・おうし）という。
『薬師経』の説
1. 病気になっても医療を為さない
2. 非道を為して国法で処刑せられる
3. 荒楽に耽って身を慎まず、鬼怪隙に乗じてその精気を奪われる
4. 火に焚焼せられる
5. 水に堕ちて溺死する
6. 山林などにおいて悪獣の為に喰食せられる
7. 絶壁より堕ちてその命を喪（うしな）う
8. 毒薬に中（あた）る
9. 飢餓涸渇に苦しんで死する

『九横死経』の説
1. 食べるべきでないのに食す
2. 節食しない
3. 食べなれないものを食す
4. 消化しないうちに物を食べる
5. 大小便を我慢する
6. 戒律を行せずして、世間法に随い触れる
7. 悪友に近づく
8. 入ってはいけない時に山里に入る
9. 疫病や狂犬を避けずに看過する